# Nowe Warpno
Nowe Warpno è un comune urbano-rurale polacco del distretto di Police, nel voivodato della Pomerania Occidentale.
Ricopre una superficie di 197,07 km² e nel 2005 contava 1 585 abitanti.